# Ceratophyus hoffmannseggi
Ceratophyus hoffmannseggi là một loài bọ cánh cứng trong họ Geotrupidae. Loài này được Fairmaire miêu tả khoa học năm 1856.

## Hình ảnh

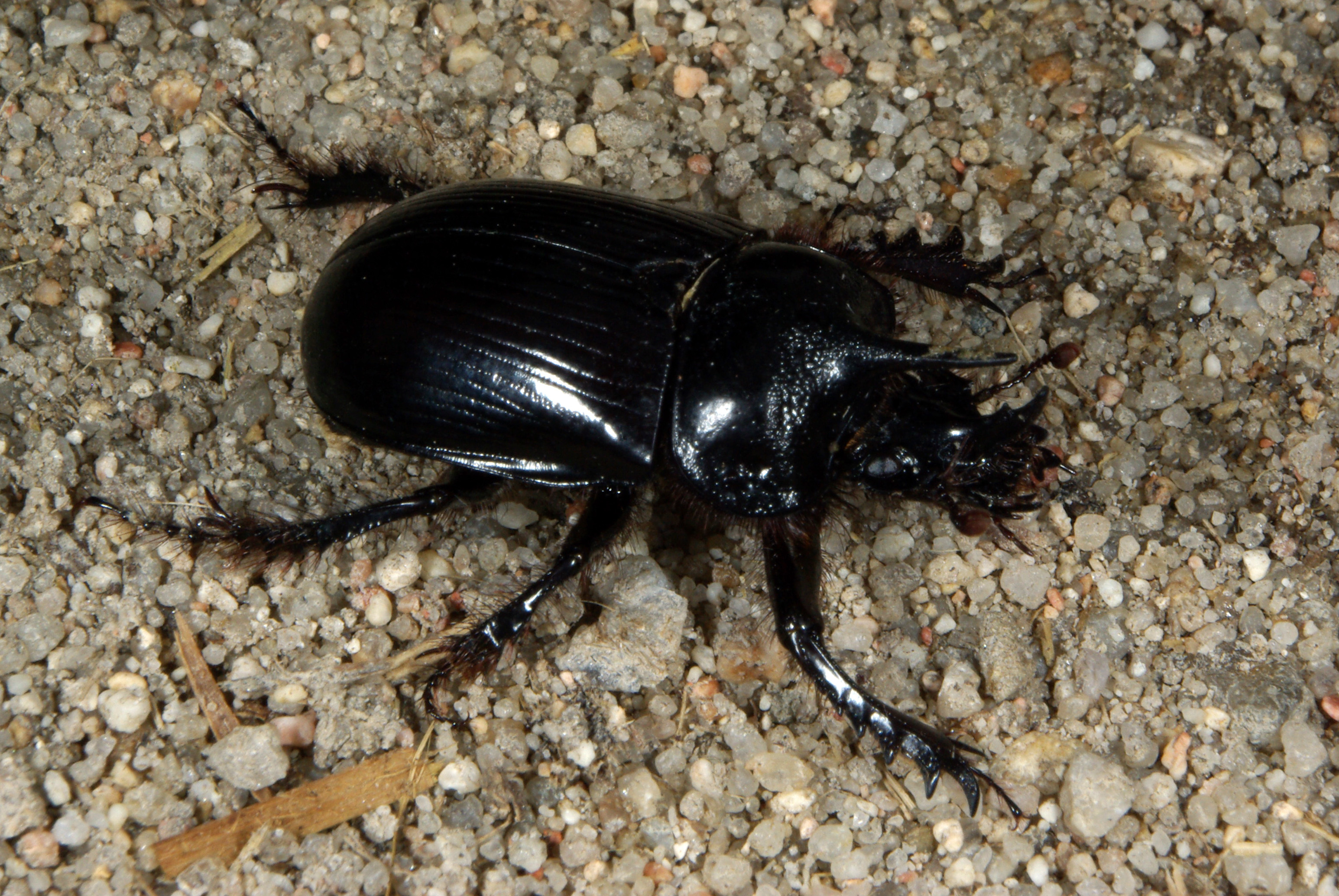
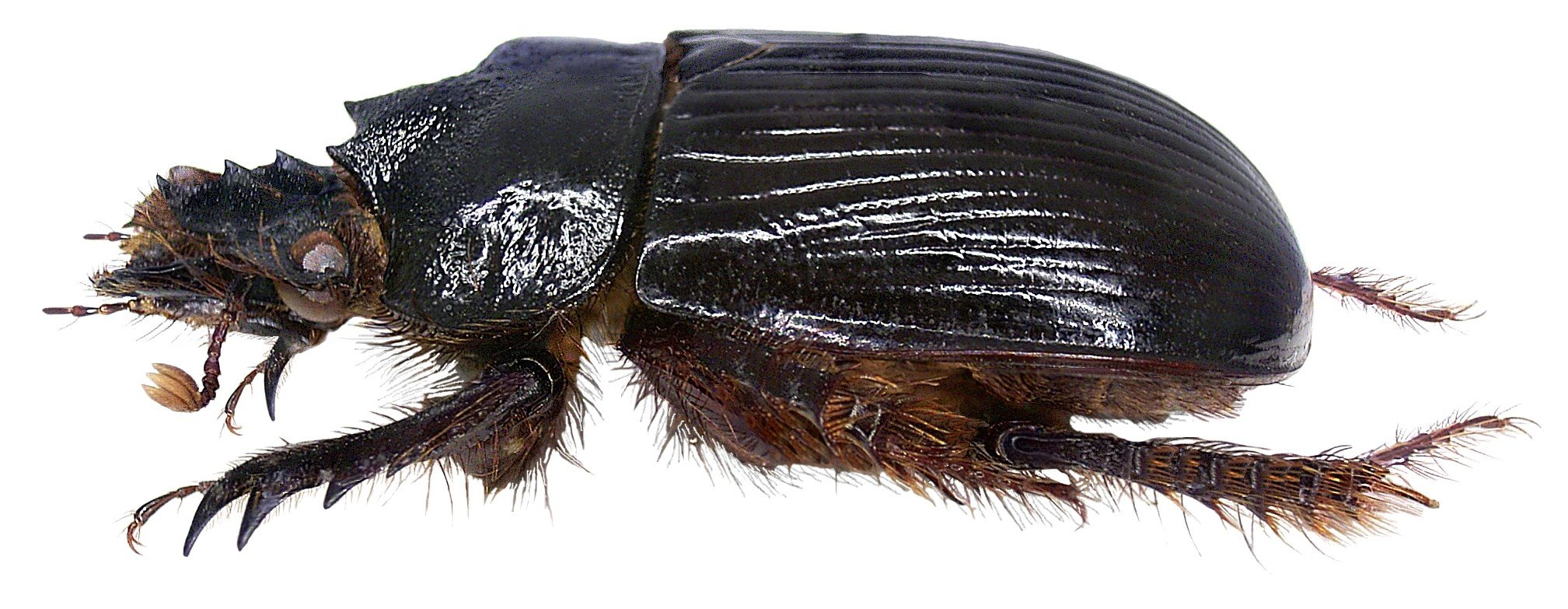
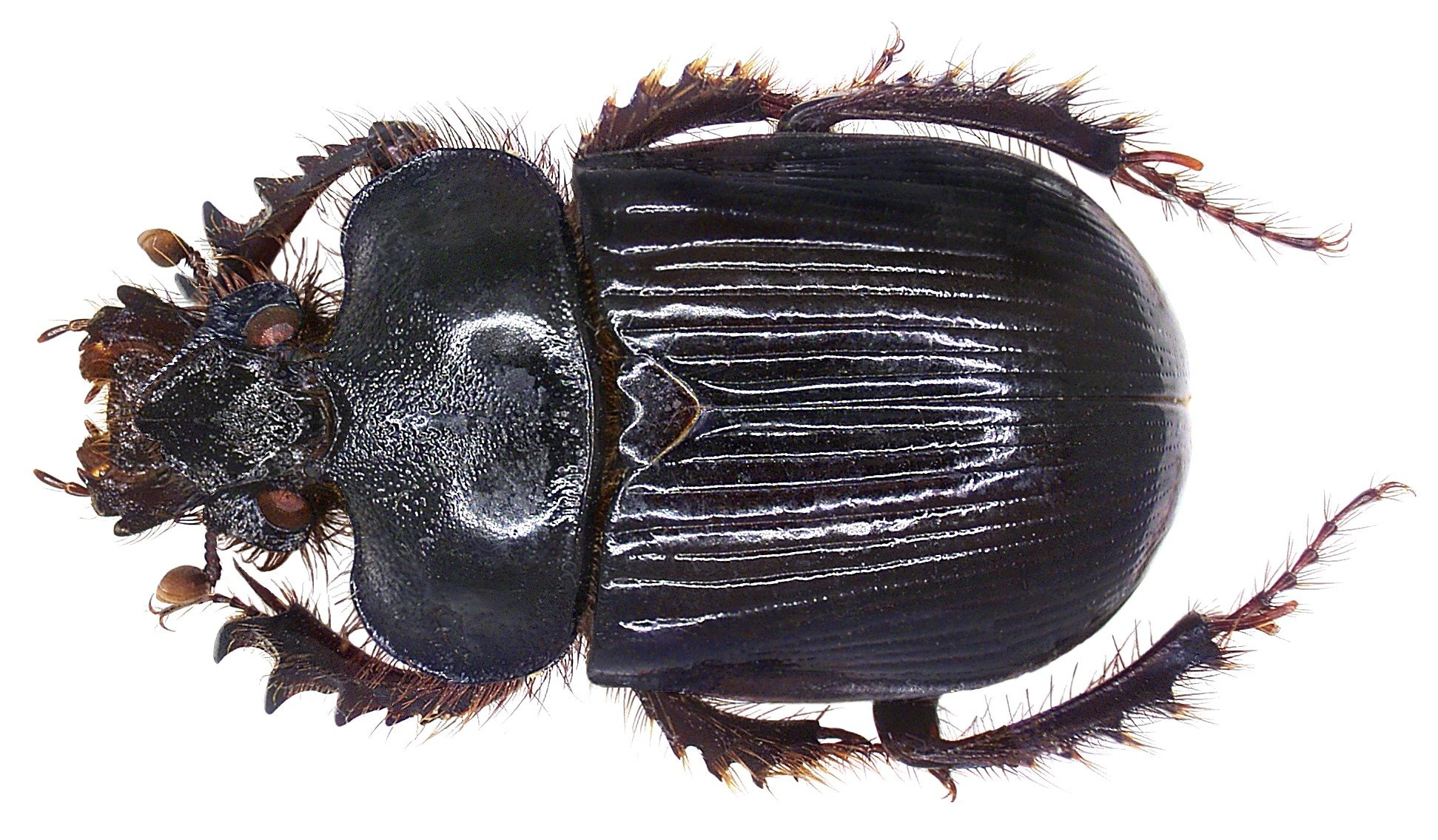